# 삼산월드체육관
삼산월드체육관(三山-體育館)은 인천광역시 부평구 삼산동 소재 실내 종합 경기장으로, 인천광역시 부평구 삼산동과 경기도 부천시 상동의 시경계 근처에 있다. 관중 수용규모는 7,140명이며, 인천광역시에서 규모가 가장 큰 실내 경기장이다. 수영장, 보조체육관, 생활체육시설, 공연시설, 컨벤션센터 등 현대식 시설을 고루 갖췄다. 체육관 옆 야외에는 인조잔디 축구 경기장도 있다. 2011년에 고양체육관이 개장하기 이전까지 KBL 홈 경기장 중 가장 최근에 개장한 체육관이었다.
2004년 10월 29일에 착공, 2006년 10월 13일에 완공했다. 2006년 12월 3일부터 2021년까지 인천 전자랜드 농구단의 홈 경기장으로 이용됐으며, 2006년 12월 3일 대구 오리온스와 개장 첫 경기에서 85-72로 승리했다. e스포츠와도 인연이 깊은데 SKY 프로리그 2006 후기리그 결승전을 시작으로 신한은행 프로리그 2007 후기리그 결승전, EVER 스타리그 2008 결승전, 빅파일 MSL 2010 결승전이 열렸으며 리그 오브 레전드 챔피언스 코리아에서는 결승전이 이 경기장에서 3번 개최되었으며 (판도라TV 챔피언스 윈터 2013~2014, 2017 리그 오브 레전드 챔피언스 코리아 스프링 스플릿, 2018 리그 오브 레전드 챔피언스 코리아 서머 스플릿) 2013년 실내무도아시안게임 e스포츠 부문을 포함해 e스포츠 리그 및 대회 결승전 경기가 무려 8번 개최되며 e스포츠의 또 다른 성지로 자리매김하고 있다.
서울 지하철 7호선 삼산체육관역의 이름은 이 곳에서 따왔다. 2014년 인천 아시안 게임의 농구 종목의 경기가 열렸다.
전자랜드가 농구단 운영을 포기한 후 한국가스공사가 농구단을 인수하였는데, KBL이 프런트까지 연고지로 모두 옮겨서 운영하라는 연고지 정착 정책을 펼침에 따라 농구단은 한국가스공사의 본사가 있는 대구광역시로 연고지를 이전했다. 이에 인천 흥국생명 핑크스파이더스가 계양체육관에서 삼산월드체육관으로 홈 구장을 이전하고, 계양체육관은 인천 대한항공 점보스만 홈으로 이용하는 것으로 합의했다.

## 방송 촬영 장소
- MBC 《2019 설특집 아이돌스타 육상 볼링 양궁 리듬체조 승부차기 선수권 대회》 - 2019년 1월 7일, 1월 14일 촬영 / 2019년 2월 5일, 2월 6일 방송분

## 기타 용도
- SKY 프로리그 2006 후기리그 결승전
- 신한은행 프로리그 2007 후기리그 결승전
- EVER 스타리그 2008 결승전
- 빅파일 MSL 2010 결승전
- 2013년 실내 무도 아시안 게임
- 판도라TV 리그 오브 레전드 챔피언스 윈터 2013-2014 결승전
- 리그 오브 레전드 챔피언스 코리아 스프링 2017 결승전
- 리그 오브 레전드 챔피언스 코리아 서머 2018 스플릿 결승전
- PRODUCE 48, PRODUCE X 101